# Мала пешчана пустиња
Мала пешчана пустиња се налази у западном делу Аустралије у држави Западна Аустралија. Захвата површину од 101.000km². Према типу подлоге спада у песковите пустиње. Рељефом пустиње доминирају лонгитудиналне дине висине и до 30 метара издужене правцем запад-исток. Мала пешчана пустиња спада у екстрааридне области где количина падавина не прелази 150 милиметара током целе године. Флора је веома оскудна, а сачињавају је акације, док фауну представљају гуштери и скочимишеви.